# FK Tobol Kostanaï
Maillots
Actualités
Le Tobol Kostanaï Fýtbol Klýby (en kazakh : Тобыл Қостанай футбол клубы, transcription en français : Tobyl Qostanaï Foûtbol Kloûby), plus couramment abrégé en Tobol Kostanaï, est un club kazakh de football fondé en 1967 et basé dans la ville de Kostanaï.

## Historique
- 1967 : fondation du club sous le nom de Avtomobilist Koustanaï.
- 1982 : le club est renommé Energetik Koustanaï.
- 1990 : le club est renommé Koustanaïets Koustanaï.
- 1992 : le club est renommé Khimik Kostanaï.
- 1995 : le club est renommé Tobol Kostanaï.
- 2010 : le club remporte son premier titre de champion du Kazakhstan.
- 2021 : le club remporte son deuxième titre de champion du Kazakhstan[2],[3].
- 2023 : le club créé la sensation au deuxième tour de Ligue Europa Conférence en éliminant l'ancien demi-finaliste de la compétition, le FC Bâle.

## Bilan sportif

### Palmarès
| \| - Championnat du Kazakhstan (2) : - Champion : 2010 et 2021. - Vice-champion : 2003, 2005, 2007, 2008 et 2020. - Coupe du Kazakhstan (2) : - Vainqueur : 2007 et 2023. - Finaliste : 2003 et 2011. \| \| - Supercoupe du Kazakhstan (3) : - Vainqueur : 2021, 2022 et 2024. - Finaliste : 2008. \| |  |                                                                                        |
| - Championnat du Kazakhstan (2) : - Champion : 2010 et 2021. - Vice-champion : 2003, 2005, 2007, 2008 et 2020. - Coupe du Kazakhstan (2) : - Vainqueur : 2007 et 2023. - Finaliste : 2003 et 2011. |  | - Supercoupe du Kazakhstan (3) : - Vainqueur : 2021, 2022 et 2024. - Finaliste : 2008. |

### Classements en championnat
La frise ci-dessous résume les classements successifs du club en championnat d'Union soviétique.
La frise ci-dessous résume les classements successifs du club en championnat du Kazakhstan.

### Bilan par saison
Légende
- Vainqueur de la compétition
- Vice-champion ou finaliste de la compétition
- Troisième de la compétition
- Promotion en division supérieure
- Relégation en division inférieure

| Saison    | Championnat                   | Championnat                   | Championnat                   | Championnat                   | Championnat                   | Championnat                   | Championnat                   | Championnat                   | Championnat                   | Championnat                   | Coupe d'URSS                  |
| Saison    | Division                      | Pos                           | Pts                           | J                             | V                             | N                             | D                             | BP                            | BC                            | Diff                          | Coupe d'URSS                  |
| --------- | ----------------------------- | ----------------------------- | ----------------------------- | ----------------------------- | ----------------------------- | ----------------------------- | ----------------------------- | ----------------------------- | ----------------------------- | ----------------------------- | ----------------------------- |
| 1967      | 3e Russie 5                   | 19e                           | 20                            | 36                            | 4                             | 12                            | 20                            | 13                            | 44                            | -31                           | —                             |
| 1968      | 3e Kazakhstan                 | 9e                            | 40                            | 40                            | 13                            | 14                            | 13                            | 32                            | 36                            | -4                            | Quarts de finale Q            |
| 1969      | 3e Kazakhstan                 | 10e                           | 43                            | 40                            | 14                            | 15                            | 11                            | 32                            | 28                            | +4                            | —                             |
| 1970      | 4e Kazakhstan                 | 10e                           | 28                            | 30                            | 10                            | 8                             | 12                            | 28                            | 34                            | -6                            | —                             |
| 1971-1981 | Championnat de la RSS kazakhe | Championnat de la RSS kazakhe | Championnat de la RSS kazakhe | Championnat de la RSS kazakhe | Championnat de la RSS kazakhe | Championnat de la RSS kazakhe | Championnat de la RSS kazakhe | Championnat de la RSS kazakhe | Championnat de la RSS kazakhe | Championnat de la RSS kazakhe | Championnat de la RSS kazakhe |
| 1982      | 3e Zone 8                     | 13e                           | 32                            | 36                            | 13                            | 6                             | 17                            | 31                            | 53                            | -22                           | —                             |
| 1983      | 3e Zone 8                     | 14e                           | 23                            | 32                            | 9                             | 5                             | 18                            | 39                            | 59                            | -20                           | —                             |
| 1984      | 3e Zone 8                     | 6e                            | 41                            | 32                            | 18                            | 5                             | 9                             | 54                            | 38                            | +16                           | —                             |
| 1985      | 3e Zone 8                     | 5e                            | 38                            | 36                            | 16                            | 6                             | 14                            | 60                            | 42                            | +18                           | —                             |
| 1986      | 3e Zone 8                     | 4e                            | 37                            | 28                            | 14                            | 9                             | 5                             | 43                            | 29                            | +14                           | —                             |
| 1987      | 3e Zone 8                     | 10e                           | 30                            | 28                            | 14                            | 2                             | 12                            | 45                            | 47                            | -2                            | —                             |
| 1988      | 3e Zone 8                     | 3e                            | 40                            | 32                            | 18                            | 4                             | 10                            | 51                            | 44                            | +7                            | 64es de finale                |
| 1989      | 3e Zone 8                     | 11e                           | 33                            | 34                            | 13                            | 7                             | 14                            | 33                            | 38                            | -5                            | —                             |
| 1990      | 4e Zone 8                     | 5e                            | 47                            | 36                            | 21                            | 5                             | 10                            | 44                            | 23                            | +21                           | 64es de finale                |
| 1991      | 4e Zone 8                     | 3e                            | 56                            | 36                            | 25                            | 6                             | 5                             | 82                            | 25                            | +57                           | —                             |
| Saison    | Championnat                   | Championnat                   | Championnat                   | Championnat                   | Championnat                   | Championnat                   | Championnat                   | Championnat                   | Championnat                   | Championnat                   | Coupe du Kazakhstan           |
| Saison    | Division                      | Pos                           | Pts                           | J                             | V                             | N                             | D                             | BP                            | BC                            | Diff                          | Coupe du Kazakhstan           |
| 1992      | 1re                           | 13e                           | 17                            | 26                            | 7                             | 3                             | 16                            | 29                            | 45                            | -16                           | Quarts de finale              |
| 1993      | 1re                           | 8e                            | 19                            | 22                            | 7                             | 5                             | 10                            | 26                            | 31                            | -5                            | Huitièmes de finale           |
| 1994      | 1re                           | 10e                           | 27                            | 30                            | 11                            | 5                             | 14                            | 42                            | 37                            | +5                            | Huitièmes de finale           |
| 1995      | 1re                           | 12e                           | 36                            | 30                            | 10                            | 6                             | 14                            | 28                            | 33                            | -5                            | Huitièmes de finale           |
| 1996      | 1re                           | 11e                           | 45                            | 34                            | 10                            | 15                            | 9                             | 35                            | 35                            | 0                             | —                             |
| 1997-1998 | Club inactif                  | Club inactif                  | Club inactif                  | Club inactif                  | Club inactif                  | Club inactif                  | Club inactif                  | Club inactif                  | Club inactif                  | Club inactif                  | Club inactif                  |
| 1999      | 1re                           | 8e                            | 41                            | 30                            | 12                            | 5                             | 13                            | 28                            | 29                            | -1                            | —                             |
| 2000      | 1re                           | 7e                            | 42                            | 28                            | 13                            | 3                             | 12                            | 42                            | 39                            | +3                            | Quarts de finale              |
| 2001      | 1re                           | 6e                            | 49                            | 32                            | 15                            | 4                             | 13                            | 48                            | 43                            | +5                            | Huitièmes de finale           |
| 2001      | 1re                           | 6e                            | 49                            | 32                            | 15                            | 4                             | 13                            | 48                            | 43                            | +5                            | Demi-finales                  |
| 2002      | 1re                           | 3e                            | 52                            | 32                            | 15                            | 7                             | 10                            | 45                            | 43                            | +2                            | Huitièmes de finale           |
| 2003      | 1re                           | 2e                            | 76                            | 32                            | 24                            | 4                             | 4                             | 55                            | 19                            | +36                           | Finale                        |
| 2004      | 1re                           | 3e                            | 60                            | 36                            | 22                            | 11                            | 3                             | 87                            | 27                            | +60                           | Seizièmes de finale           |
| 2005      | 1re                           | 2e                            | 69                            | 30                            | 21                            | 6                             | 3                             | 53                            | 21                            | +32                           | Huitièmes de finale           |
| 2006      | 1re                           | 3e                            | 56                            | 30                            | 16                            | 8                             | 6                             | 43                            | 22                            | +21                           | Quarts de finale              |
| 2007      | 1re                           | 2e                            | 64                            | 30                            | 19                            | 7                             | 4                             | 60                            | 20                            | +40                           | Vainqueur                     |
| 2008      | 1re                           | 2e                            | 67                            | 30                            | 20                            | 7                             | 3                             | 58                            | 21                            | +37                           | Demi-finales                  |
| 2009      | 1re                           | 4e                            | 51                            | 26                            | 14                            | 9                             | 3                             | 54                            | 23                            | +31                           | Huitièmes de finale           |
| 2010      | 1re                           | 1er                           | 64                            | 32                            | 19                            | 7                             | 6                             | 53                            | 25                            | +28                           | Quarts de finale              |
| 2011      | 1re                           | 7e                            | 32                            | 32                            | 14                            | 3                             | 15                            | 48                            | 44                            | +4                            | Finale                        |
| 2012      | 1re                           | 6e                            | 45                            | 26                            | 13                            | 6                             | 7                             | 42                            | 27                            | +15                           | Quarts de finale              |
| 2013      | 1re                           | 7e                            | 35                            | 32                            | 14                            | 6                             | 12                            | 48                            | 33                            | +15                           | Quarts de finale              |
| 2014      | 1re                           | 7e                            | 26                            | 32                            | 10                            | 12                            | 10                            | 35                            | 35                            | 0                             | Quarts de finale              |
| 2015      | 1re                           | 7e                            | 30                            | 32                            | 12                            | 6                             | 14                            | 32                            | 42                            | -10                           | Demi-finales                  |
| 2016      | 1re                           | 7e                            | 41                            | 32                            | 12                            | 5                             | 15                            | 40                            | 40                            | 0                             | Huitièmes de finale           |
| 2017      | 1re                           | 5e                            | 47                            | 33                            | 12                            | 11                            | 10                            | 36                            | 26                            | +10                           | Huitièmes de finale           |
| 2018      | 1re                           | 3e                            | 53                            | 33                            | 15                            | 8                             | 10                            | 36                            | 30                            | +6                            | Quarts de finale              |
| 2019      | 1re                           | 4e                            | 63                            | 33                            | 19                            | 6                             | 8                             | 45                            | 27                            | +18                           | Demi-finales                  |
| 2020      | 1re                           | 2e                            | 38                            | 20                            | 12                            | 2                             | 6                             | 26                            | 16                            | +10                           | —                             |
| 2021      | 1re                           | 1er                           | 61                            | 26                            | 18                            | 7                             | 1                             | 54                            | 18                            | +36                           | Demi-finales                  |
| 2022      | 1re                           | 3e                            | 47                            | 26                            | 14                            | 5                             | 7                             | 46                            | 33                            | +13                           | Phase de groupes              |
| 2023      | 1re                           | 8e                            | 34                            | 26                            | 9                             | 7                             | 10                            | 29                            | 33                            | -4                            | Vainqueur                     |

### Bilan continental
Note : dans les résultats ci-dessous, le score du club est toujours donné en premier.
| Saison    | Compétition             | Tour             | Club                | Domicile | Extérieur | Total             |
| --------- | ----------------------- | ---------------- | ------------------- | -------- | --------- | ----------------- |
| 2003      | Coupe Intertoto         | Premier tour     | Polonia Varsovie    | 2 - 1    | 3 - 0     | 5 - 1             |
| 2003      | Coupe Intertoto         | Deuxième tour    | Saint-Trond VV      | 1 - 0    | 2 - 0     | 3 - 0             |
| 2003      | Coupe Intertoto         | Troisième tour   | SV Pasching         | 0 - 1    | 0 - 3     | 0 - 4             |
| 2006-2007 | Coupe UEFA              | Premier tour Q   | FC Bâle             | 0 - 0    | 1 - 3     | 1 - 3             |
| 2007      | Coupe Intertoto         | Premier tour     | FC Zestafoni        | 3 - 0    | 0 - 2     | 3 - 2             |
| 2007      | Coupe Intertoto         | Deuxième tour    | Slovan Liberec      | 1 - 1    | 2 - 0     | 3 - 1             |
| 2007      | Coupe Intertoto         | Troisième tour   | OFI Crète           | 1 - 0    | 1 - 0     | 2 - 0             |
| 2007-2008 | Coupe UEFA              | Deuxième tour Q  | Dyskobolia Grodzisk | 0 - 1    | 0 - 2     | 0 - 3             |
| 2008-2009 | Coupe UEFA              | Premier tour Q   | Austria Vienne      | 1 - 0    | 0 - 2     | 1 - 2             |
| 2009-2010 | Ligue Europa            | Deuxième tour Q  | Galatasaray SK      | 1 - 1    | 0 - 2     | 1 - 3             |
| 2010-2011 | Ligue Europa            | Premier tour Q   | Zrinjski Mostar     | 1 - 2    | 1 - 2     | 1 - 2             |
| 2011-2012 | Ligue des champions     | Deuxième tour Q  | Slovan Bratislava   | 1 - 1    | 0 - 2     | 1 - 3             |
| 2018-2019 | Ligue Europa            | Premier tour Q   | FC Samtredia        | 2 - 0    | 1 - 0     | 3 - 0             |
| 2018-2019 | Ligue Europa            | Deuxième tour Q  | Pyunik Erevan       | 2 - 1    | 0 - 1     | 2 - 2E            |
| 2019-2020 | Ligue Europa            | Premier tour Q   | AS Jeunesse d'Esch  | 1 - 1    | 0 - 0     | 1 - 1E            |
| 2021-2022 | Ligue Europa Conférence | Deuxième tour Q  | Hajduk Split        | 4 - 1 ap | 0 - 2     | 4 - 3             |
| 2021-2022 | Ligue Europa Conférence | Troisième tour Q | MŠK Žilina          | 0 - 1    | 0 - 5     | 0 - 6             |
| 2022-2023 | Ligue des champions     | Premier tour Q   | Ferencváros TC      | 0 - 0    | 1 - 5     | 1 - 5             |
| 2022-2023 | Ligue Europa Conférence | Deuxième tour Q  | Lincoln Red Imps    | 2 - 0    | 1 - 0     | 3 - 0             |
| 2022-2023 | Ligue Europa Conférence | Troisième tour Q | Zrinjski Mostar     | 1 - 1    | 0 - 1     | 1 - 2             |
| 2023-2024 | Ligue Europa Conférence | Premier tour Q   | FC Honka            | 2 - 1    | 0 - 0     | 2 - 1             |
| 2023-2024 | Ligue Europa Conférence | Deuxième tour Q  | FC Bâle             | 1 - 2    | 3 - 1     | 4 - 3             |
| 2023-2024 | Ligue Europa Conférence | Troisième tour Q | Derry City          | 1 - 0    | 0 - 1 ap  | 1 - 1 (6 - 5 tab) |
| 2023-2024 | Ligue Europa Conférence | Barrages Q       | Viktoria Plzeň      | 1 - 2    | 0 - 3     | 1 - 5             |
| 2024-2025 | Ligue Europa            | Premier tour Q   | MFK Ružomberok      | 1 - 0    | 2 - 5     | 3 - 5             |
| 2024-2025 | Ligue Conférence        | Deuxième tour Q  | FC Saint-Gall       | 0 - 1    | 1 - 4     | 1 - 5             |

Légende
- Victoire ou qualification pour le tour suivant
- Match nul
- Défaite ou élimination de la compétition

## Personnalités du club

### Présidents du club
- Talgat Baïmouratov
- Nikolaï Panine

### Entraîneurs du club
- Rafik Balbabian (2001 - 2002)
- Mikhaïl Olefirenko (2002)
- Vladimir Moukhanov (2003 - 2004)
- Vladimir Patchko (2005)
- Dmitri Ogaï (janvier 2005-décembre 2009)
- Ravil Sabitov (décembre 2009-mai 2011)
- Sergueï Petrenko (juin 2011-septembre 2011)
- Viatcheslav Hrosnii (décembre 2011-décembre 2012)
- Timour Ourazov (janvier 2013-décembre 2013)
- Sergueï Maslenov (janvier 2014-avril 2014)
- Vardan Minasian (avril 2014-avril 2015)
- Sergueï Maslenov (avril 2015-décembre 2015)
- Dmitri Ogaï (décembre 2015-avril 2016)
- Oleg Lotov (mai 2016)
- Omari Tetradze (juin 2016-juin 2017)
- Robert Ievdokimov (7 juillet 2017-décembre 2017)
- Vladimir Nikitenko (janvier 2018-août 2018)
- Marek Zub (août 2018-décembre 2018)
- Vladimir Gazzaïev (janvier 2019-juillet 2019)
- Nurbol Zhumaskaliyev (juillet 2019-décembre 2019)
- Grigori Babayan (décembre 2019-juin 2021)
- Aleksandr Moskalenko (juin 2021-mai 2022)